# تفکر مراقبتی
مراقبت یکی از ابعاد تفکر در برنامه درسی فلسفه برای کودکان تهیه شده توسط متیو لیپمن است. لیپمن مراقبت را تاکید روی چیزی می داند که به آن احترام می گذاریم و قدر و ارزش آن را می دانیم . از نظر او مراقبت دو معنا را در برمی گیرد یکی داشتن دغدغه نسبت به موضوع تفکر و دیگری دغدغه نسبت به شیوه تفکر. لیپمن برای اضافه کردن تفکر مراقبتی به ابعاد آموزش تفکر دو دلیل می آورد: نخست اینکه مراقبت به عنوان یک عمل شناختی اعتبار زیادی دارد؛ دوم اینکه بدون مراقبت تفکر یک عنصر ارزشی را ازدست می‌دهد و رویکرد تفکر نسبت به موضوعش بی تفاوتی و بی اعتنایی می شود.
لیپمن تفکر مراقبتی را در کتاب تفکر در تعلیم‌وتبریت به ۵ نوع تقسیم می کند:
1. تفکر قدرشناس (appreciative) : این نوع تفکر یعنی توجه به امور مهم. این توجه صرفاً ابراز احساسات نیست بلکه نوعی ارزش گذاری به چیزها به دلیل روابطشان با چیزهای دیگراست. مثلاً ارزش قائل شدن برای یک هدیه به دلیل ارزش داشتن احساساتی است که گیرنده هدیه نسبت به ما ابراز می کند یا قدردانی از یک اثر هنری ناشی از لذتی است که از مشاهده ی روابط حاکم بر بخش های مختلف آن حاصل می شود.
2. تفکرعاطفی (affective) : در این نوع تفکر عاطفه ما بخشی از استدلال ماست. مثلاً اگر به دنبال دلیل موجهی برای خشمی باشیم که آگاهی از سوءاستفاده از یک کودک در ما ایجاد می کند می توان این را بیان کرد که سوء استفاده از مظلوم نادرست است. یعنی چون نادرستی که یک معیار شناختی است منجر به یک هیجان عاطفی در ما می شود بنابراین هیجان حاصله نوعی قضاوت است.
3. تفکر فعال (active): این نوع تفکر خود به دو نوع تقسیم می شود یکی تفکر محافظتی و دیگری عملیاتی. وظیفه این تفکر فعالیت برای مراقبت از چیزهایی است که برای فرد گرامی است که می تواند هم امور محسوس (مثلاً محیط زیست، سلامتی فرد) و هم انتزاعی(حقیقت، معنا، ارزش) باشد.
4. تفکر هنجاری (normative): تفکر درباره ی بایدهاست. از نظر لیپمن کندوکاو درست، تفکر درباره‌ی «آنچه هست» را به تفکر درباره‌ی «آنچه می‌بایست باشد» وصل می‌کند. این امر تا حدودی به تربیت اخلاقی درخانه و مدرسه مربوط می‌شود. ما اصرار می‌کنیم که کودک در هر خواسته‌، آنچه می‌بایست مطلوب باشد را در نظر بگیرد و به این وسیله همواره خواسته را با مطلوب پیوند دهد.
5. تفکر همدلانه (empathic): اصطلاح «همدلی» طیف معنایی وسیعی دارد، اما برای منظور من در اینجا تنها به وقتی مربوط می‌شود که خودمان را در موقعیت شخص دیگری قرار می‌دهیم و عواطف آن شخص را به‌گونه‌ای تجربه می‌کنیم که گویی متعلق به ماست. به این ترتیب، اهمیت این اصطلاح در درجه‌ی اول اخلاقی است. یعنی یکی از راه‌های مراقبت این است که از احساسات، نگاه و افق دید خود فاصله بگیریم و به‌جای آن خودمان را با احساسات، نگاه و افق دید دیگری تصور کنیم. همدلی به کمک تخیل اخلاقی قابل تحقق است. مطمئناً، کنش همدلانه مستلزم این نیست که ارزیابی دیگران را بپذیریم: هنوز هم باید خودمان قضاوت کنیم. اما اکنون دلایل بهتری داریم و قضاوتی که می‌کنیم می‌تواند قوی‌تر باشد.

به نظر می رسد تاکیدی که لیپمن برشناختی بودن ابعاد مختلف تفکر مراقبتی دارد تلاشی برای رفع دوگانگی عقل و احساس است. یعنی رویکردی که عواطف را نوعی عمل شناختی و انسان را قادر به کنترل و تصحیح عواطف می‌داند. در جامعه‌ی کندوکاوی که کودکان تشکیل می‌دهند، از نظر شارپ  آن‌ها یاد می‌گیرند مراقب ابزار کندوکاو باشند، مراقب پرسش‌هایی باشند که ارزش کندوکاو دارند ، مراقب شکل گفتگو باشند و مراقب یکدیگر باشند. با توجه به مطالب فوق می‌توان گفت تفکر مراقبتی مراقبت از حس پیوندی است که باید بین ما و جهان پیرامون‌مان وجود داشته باشد تا نگران سرنوشت آن شویم.